# روز أنجيلا هوران
روز أنجيلا هوران (بالإنجليزية: Rose Angela Horan)‏ هي كاتِبة وشاعرة أمريكية، ولدت في 13 يونيو 1895، وتوفيت في 19 أغسطس 1985 في Saint Mary-of-the-Woods, Indiana ‏ في الولايات المتحدة.